# Aposthonia borneensis
Aposthonia borneensis is een insectensoort uit de familie Oligotomidae, die tot de orde webspinners (Embioptera) behoort. De soort komt voor in het Oriëntaals gebied.
Aposthonia borneensis is voor het eerst wetenschappelijk beschreven door Hagen in 1885.